# Royce C. Lamberth

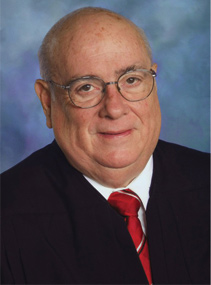
Royce C. Lamberth (2009)

Royce Charles Lamberth (geboren am 16. Juli 1943 San Antonio, Texas) ist ein ehemaliger leitender Bundesrichter am United States District Court for the District of Columbia. Bekannt wurde er durch seine kritischen Aussagen. So bezeichnete er Teile der US-Bundesregierung als Dinosaurier und als inkompetent. Bekannt wurde er auch, weil ihm ein wichtiges Gerichtsverfahren, der Fall Cobell v. Salazar mit der Begründung entzogen wurde, er hätte einen Hass gegen das Innenministerium entwickelt und sich auf die Seite der Indianer geschlagen. Er würde einen Krieg gegen das Bureau of Indian Affairs führen.

## Leben
Lamberth studierte Jura an der University of Texas in Austin. Von 1968 bis 1974 diente er als Richter bei der US-Armee im Judge Advocate General’s Corps, davon einen Teil in Vietnam. Nach seiner Armeezeit wurde er Staatsanwalt für die Bundesregierung in Washington, D.C. 1978 wurde er zum Leiter der Staatsanwaltschaft für zivile Angelegenheiten ernannt. Am 19. Juli 1987 wurde er von Präsident Ronald Reagan als Richter des United States District Court for the District of Columbia vorgeschlagen. Am 13. November 1987 bestätigte der US-Senat seine Nominierung. Am 15. Juli 2013 trat mit Erreichen der Altersgrenze von 70 Jahren  von seinem Richteramt zurück und arbeitet seither als Richter im Senior Status, einer Art Altersteilzeit für Bundesrichter in den USA.
Seither hat er in einer Reihe prominenter Fälle entschieden, darunter dutzende von Anklagen gegen Beteiligte am Sturm auf das Kapitol 2021, gegen die er teils langjährige Freiheitsstrafen verhängte, darunter die gegen den QAnon-Schamanen Jake Angeli.
2016 ordnete er an, dass die Administration von Präsident Obama „alle Beweise, Dokumente und Informationen, die sich jetzt oder jemals im Besitz, unter der Kontrolle oder im Gewahrsam der [US-Regierung] befinden und die sich auf die Folter, die Misshandlung und/oder den Missbrauch von Gefangenen beziehen, die sich im Gewahrsam der Exekutive befinden, ohne Einschränkung aufzubewahren und zu schützen“ habe.
Im Juni 2020 lehnte er es ab, die Publikation The Room Where It Happened, der Memoiren von John Bolton, des ehemaligen Beraters des damaligen Präsidenten Donald Trump, gerichtlich zu unterbinden.
Im Juni 2025 entschied er entgegen einer am ersten Tag seiner Präsidentschaft von Trump unterzeichneten Executive Order, dass Transpersonen in US-Gefängnissen die Unterstützung geschlechtsangleichender Maßnahmen (gender-affirming care) nicht verweigert werden dürfe, bis über eine Sammelklage gegen das Trumpsche Dekret entschieden sei. Zugleich erklärte er die Sammelklage von über 2000 Insassen amerikanischer Bundesgefängnisse für zulässig.